# Micha Sharir
Micha Sharir (Tel Aviv, 8 de junho de 1950) é um matemático e cientista da computação israelense, especialista em aplicações em robótica. É professor de informática da Universidade de Tel Aviv.
Obteve um doutorado em 1976 na Universidade de Tel Aviv, orientado por Aldo Lazar, com a tese Extreme Operators Between Banach Spaces.
Em 1997 foi eleito fellow da Association for Computing Machinery. Em 2007 recebeu o Prêmio EMET.

## Publicações selecionadas
- com Jacob T. Schwartz (Eds.): Planning, geometry, and complexity of robot motion, Norwood: Ablex Publ. 1987
- com Pankaj K. Agarwal: Davenport-Schinzel Sequences and Their Geometric Applications, Cambridge UP 1995
- com P. Agarwal: Algorithmic techniques for geometric optimization, in: J. van Leeuwen (Ed.), LN Computer Science 1000, Springer 1995, p. 234–253
- Motion planning, in: J. E. Goodman, J. O'Rourke (Eds.), Handbook of Discrete and Computational Geometry, CRC Press, 1997, p. 733–754
- com D. Halperin: Arrangements, in: J. E. Goodman, J. O'Rourke, C. D. Toth (Eds.), Handbook of Discrete and Computational Geometry, CRC Press, 3.ª Edição, 2017
- com P. Agarwal: Efficient algorithms for geometric optimization, ACM Computing Surveys, Volume 30, 1998, p. 412–458.